# Reserva de Mata Atlántica de la Costa del Descubrimiento
La 112.000 hectáreas de la Reserva de la Biosfera de la Mata Atlántica de la Costa del Descubrimiento entre 16°9′ - 16°51′ S e 39°19′ - 39°21′ O fueron declaradas Patrimonio de la Humanidad por la Unesco en 1999. La Reserva de la Costa del Descobrimento en los estados de Bahía y Espírito Santo poseen los ejemplos más preservados de Mata Atlántica en el noreste de Brasil. La UNESCO lo describe así:

Las reservas de la Costa del Descubrimiento estí¡n situadas entre los Estados de Bahía y Espirito Santo. Son ocho zonas protegidas, separadas entre sí, que suman 112.000 hectí¡reas de bosque atlí¡ntico y arbustos asociados (”restingas“). Los bosques húmedos de la costa atlí¡ntica de Brasil poseen la biodiversidad mí¡s rica del planeta. El sitio alberga una amplia gama de especies endémicas e ilustra un modelo de evolución de gran interés para la ciencia y la conservación del medio ambiente.
Entrada «Costa del Descubrimiento - Reservas de bosque atlántico»

## Descripción
Tienen un incalculable valor simbólico por albergar los paisajes todavía intactos que dan testimonio del nacimiento de una gran nación. Comprenden 8 UC (Unidades de Conservación); divididas en 5 UPI (Unidades de Protección Integral), a saber las Reservas Biológicas de Una y de Sooretama, y los Parques Nacionales de Palo de Brasil, de Monte Pascoal y del Descubrimiento; y 3 Unidades de Uso Sostenibles, a saber las Reservas Particulares del Patrimonio Natural de Palo de Brasil, de Vera Cruz y de Linhares.
Las selvas tropicales de la costa atlántica de Brasil son las más ricas del mundo en términos de biodiversidad. El lugar posee una vasta distinción de especies con un alto grado de endemismo y demuestra un cuadro de evolución que no es solamente de gran interés científico, lo es también de gran importancia para la conservación. Entre las especies más conocidas están el tití león de cara dorada y el macaco negro de pecho dorado. También podemos encontrar allí restos de "palo de Brasil", la madera brasileña que dio nombre al país. 
La Reserva de Mata Atlántica de la Costa del Descubrimiento comprenden una serie de patrimonios culturales, que representan ejemplos extraordinarios de la primera ocupación europea del Nuevo Mundo y que son testimonios únicos de este período de la historia moderna. Algunos de los ejemplos más extraordinarios son el centro histórico de Porto Seguro, Vale Verde, Trancoso y Santa Cruz de Cabrália. Las ruinas de la primera iglesia de Brasil se encuentran en un acantilado al Porto Seguro. Recientemente, una antigua civilización tupí fue descubierta.

## Lista de las áreas
- 892-001:  reserva biológica Una (114,00 ha, BA - 15°10′23″S 39°07′56″O / -15.173056, -39.132222)
- 892-002: reserva particular de patrimonio natural Pau-Brasil (11,45 ha, BA - 16°23′22″S 39°10′59″O / -16.389465, -39.183106)
- 892-003: reserva particular de patrimonio natural Veracel (60,7 ha, BA - 16°20′45″S 39°08′43″O / -16.345832, -39.145303)
- 892-004:parque nacional do Pau Brasil  (115,38 ha, BA - 16°29′57″S 39°15′03″O / -16.499127, -39.250696)
- 892-005: parque nacional do Descobrimento (211,3 ha), BA - 17°04′34″S 39°18′24″O / -17.076113, -39.306565)
- 892-006: parque nacional e histórico del Monte Pascoal (138,76 ha, BA -  16°52′44″S 39°15′16″O / -16.878847, -39.254400)
- 892-007: reserva particular de patrimonio natural Linhares (227,77 ha), ES - 19°06′15″S 39°56′43″O / -19.104243, -39.945173)
- 892-008: reserva biológica Sooretama (240,00 ha), ES - 19°00′54″S 40°07′30″O / -19.015100, -40.124919)